# Спата (Тимиш)
Спата (рум. Spata) насеље је у Румунији у округу Тимиш у општини Бара. Oпштина се налази на надморској висини од 223 m.

## Прошлост
По "Румунској енциклопедији" место се први пут помиње 1444. године. Пописано је ту 1717. године само седам кућа.
Аустријски царски ревизор Ерлер је 1774. године констатовао да место припада Барачком округу, Липовског дистрикта. становништво је било претежно влашко. Када је 1797. године пописан православни клир ту је био само један свештеник. Парох, поп Атанасије Поповић (рукоп. 1788) се служио само румунским језиком.

## Становништво
Према подацима из 2002. године у насељу је живело 18 становника, од којих су сви румунске националности.